# Seis Hermanos
Seis Hermanos ist eine Ortschaft in Uruguay.

## Geographie
Seis Hermanos befindet sich auf dem Gebiet des Departamento Canelones in dessen Sektor 6. Zu den umliegenden Ortschaften gehört Villa San José.

## Infrastruktur
Seis Hermanos liegt an der Ruta 6 an deren Kilometerpunkt 27.

## Einwohner
Die Einwohnerzahl von Seis Hermanos beträgt 622. (Stand: 2011)
| Jahr | Einwohner |
| ---- | --------- |
| 1963 | 174       |
| 1975 | 245       |
| 1985 | 347       |
| 1996 | 462       |
| 2004 | 553       |
| 2011 | 622       |

Quelle: Instituto Nacional de Estadística de Uruguay